# Rajd Chorwacji 2012
Rajd Chorwacji 2012 (39. Croatia Rally 2012) – 39 edycja rajdu samochodowego Rajd Chorwacji rozgrywanego w Chorwacji. Rozgrywany był od 24 do 26 maja 2012 roku. Bazą rajdu była miejscowość Rijeka. Była to trzecia runda Rajdowych Mistrzostw Europy w roku 2012. Rajd był zarazem trzecią rundą Rajdowych Mistrzostw Chorwacji. Składał się z 16 odcinków specjalnych.

## Klasyfikacja rajdu
| Msc..                        | Kierowca                     | Pilot                        | Samochód                     | Czas                         | Strata                       |                              |
| Klasyfikacja generalna i ERC | Klasyfikacja generalna i ERC | Klasyfikacja generalna i ERC | Klasyfikacja generalna i ERC | Klasyfikacja generalna i ERC | Klasyfikacja generalna i ERC | Klasyfikacja generalna i ERC |
| ---------------------------- | ---------------------------- | ---------------------------- | ---------------------------- | ---------------------------- | ---------------------------- | ---------------------------- |
| 1.                           | Juho Hänninen                | Mikko Markkula               | Škoda Fabia S2000            | 2:17:21.8                    | 0.0                          |                              |
| 2.                           | Hermann Gassner jr           | Klaus Wicha                  | Škoda Fabia S2000            | 2:17:47.0                    | +25.2                        |                              |
| 3.                           | Luca Betti                   | Maurizio Barone              | Peugeot 207 S2000            | 2:19:49.6                    | +2:27.8                      |                              |
| 4.                           | Michał Sołowow               | Maciej Baran                 | Peugeot 207 S2000            | 2:23:15.9                    | +5:54.1                      |                              |
| 5.                           | Juraj Šebalj                 | Toni Klinc                   | Mitsubishi Lancer Evo IX     | 2:23:47.3                    | +6:25.5                      |                              |
| 6.                           | Francesco Parli              | Tania Canton                 | Citroën DS3 R3T              | 2:30:07.1                    | +12:45.3                     |                              |
| 7.                           | Rajko Žakelj                 | Blaž Selan                   | Mitsubishi Lancer Evo IX     | 2:30:34.1                    | +13:12.3                     |                              |
| 8.                           | Viliam Prodan                | Zdravko Draženović           | Citroën C2 R2 Max            | 2:34:13.7                    | +16:51.9                     |                              |
| 9.                           | Davor Mihelič                | Mateo Butorac                | Citroën C2 R2                | 2:36:01.1                    | +18:39.3                     |                              |
| 10.                          | Marinko Stanič               | Goran Glad                   | Honda Civic Type-R           | 2:41:14.2                    | +23:52.4                     |                              |